# Repeater (album)
Az 1990-es Repeater a Fugazi debütáló nagylemeze. 1990. április 19-én jelent meg LP-n, majd májusban CD-n Repeater + 3 Songs címmel. A lemezt az együttes legjobb munkájának tartják. Szerepel az 1001 lemez, amit hallanod kell, mielőtt meghalsz című könyvben.

## Közreműködők
- Brendan Canty – dob
- Joe Lally – basszusgitár
- Ian MacKaye – gitár, ének
- Guy Picciotto – gitár, ének
- Ted Niceley – producer
- Don Zientara – hangmérnök

## Fordítás
Ez a szócikk részben vagy egészben a Repeater (album) című angol Wikipédia-szócikk ezen változatának fordításán alapul.  Az eredeti cikk szerkesztőit annak laptörténete sorolja fel. Ez a jelzés csupán a megfogalmazás eredetét és a szerzői jogokat jelzi, nem szolgál a cikkben szereplő információk forrásmegjelöléseként.